# Cabañas de barro de Musgum
Las cabañas de barro de Musgum o unidades de vivienda de Musgum son estructuras domésticas tradicionales construidas con barro por la gente de la etnia Musgum en la subdivisión de Maga, del departamento de Mayo-Danay en la Región del Extremo Norte de Camerún. (Musgum también se escribe como Moosgoum). Las viviendas fueron construidas de diversas de formas, tales como en forma de cúpulas altas o cónicas o cabañas, algunas con forma de V invertida, y otras con diseños geométricos.
Los musgum son un ejemplo de «arquitectura de tierra». De diseño simple, son construidos de barro, paja y agua por los residentes locales usando pocas herramientas. Se trata de estructuras de adobe, una variante del cob, en forma de arco de catenaria, que pueden soportar el máximo peso con el mínimo uso de materiales de construcción. Por su forma de cúpula, también se describen como «tipo de colmena». Son considerados como un estilo arquitectónico importante de Camerún, aunque no están de moda en la actualidad.

## Historia

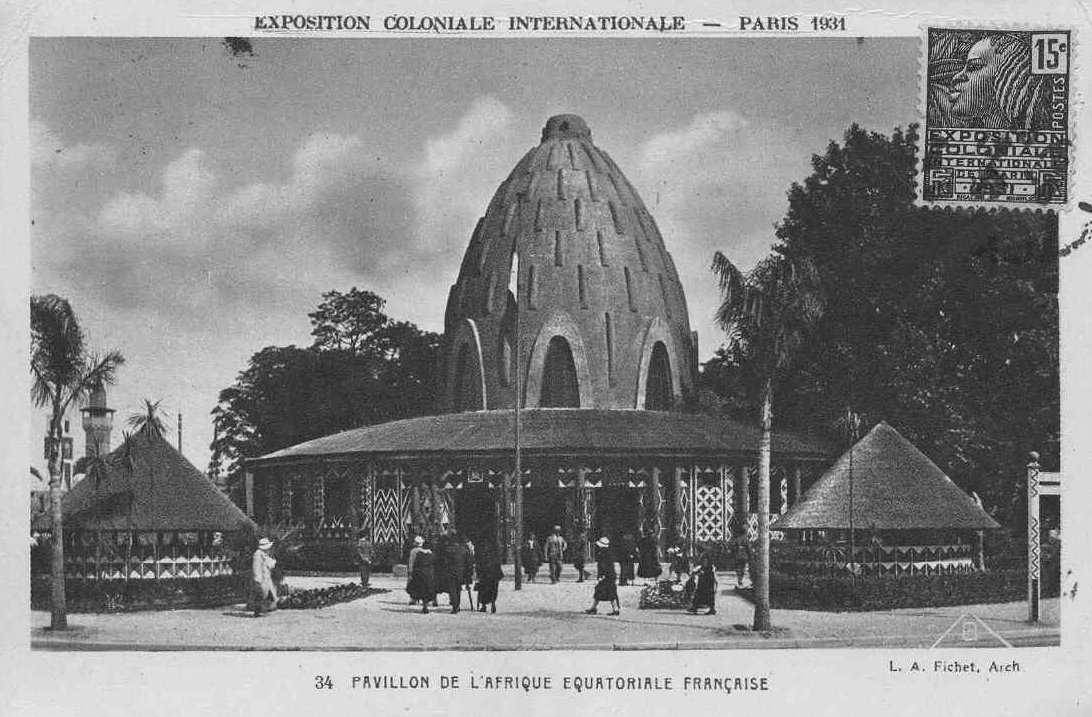
La cabaña de barro de Musgum, presentada en París en 1931.

Las casas fueron construidas con tierra, siguiendo una práctica tradicional antes del advenimiento del cemento. Sin embargo, estas estructuras ya no son populares, ya que se consideran obsoletas. Muy pocos musgums las construyen ahora.
Una de ellas fue reconstruida en París durante la Exposición Colonial Internacional de 1931.
La reapropiación y transmisión de este conocimiento tradicional está en el centro de la reflexión sobre la memoria colectiva del pueblo musgoum. En esta dinámica, un sitio escolar organizado por Heritage Without Borders permitió construir cinco cabañas en Mourla mientras la Agencia de los Estados Unidos para el Desarrollo Internacional-USAID reconstruía algunas en Pouss, donde habían desaparecido en la década de 1970 debido al alto costo de su construcción.

## Arquitectura

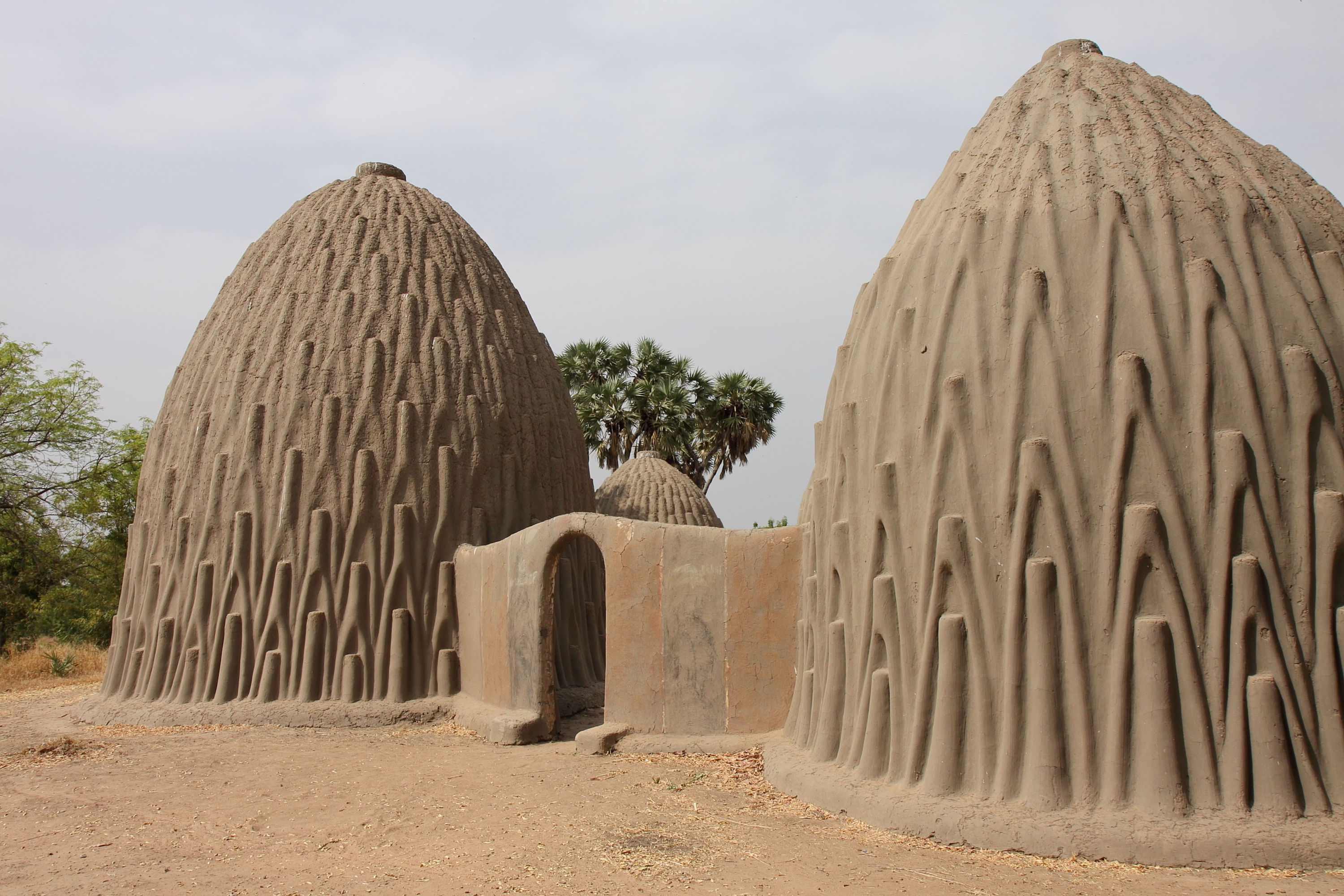
Reconstrucción en la ciudad de Pouus.

El pueblo musgum en Camerún construyó sus casas de barro comprimido secado al sol. La tierra todavía se utiliza como material de construcción y parece ser ambientalmente más aceptable para viviendas de bajo costo, ya que la producción de cemento libera grandes cantidades de emisiones de carbono. El barro se deposita sobre una paja realizada con cañas trincadas. Se comparan con estructuras de adobe o variantes de estructuras de mazorca, que están hechas de arena, arcilla, agua y algún tipo de material fibroso u orgánico como palos, paja y/o estiércol. Aunque de diseño simple, están bien planeados desde el punto de vista de la utilidad. Se construyeron en forma de concha en forma de "V" invertida o cónica. Ronald Rael, arquitecto y autor del libro Earth Architecture, ha observado que las casas Musgum son de «arco de catenaria, la forma matemática ideal», capaz de soportar la carga del edificio con un mínimo uso de materiales.

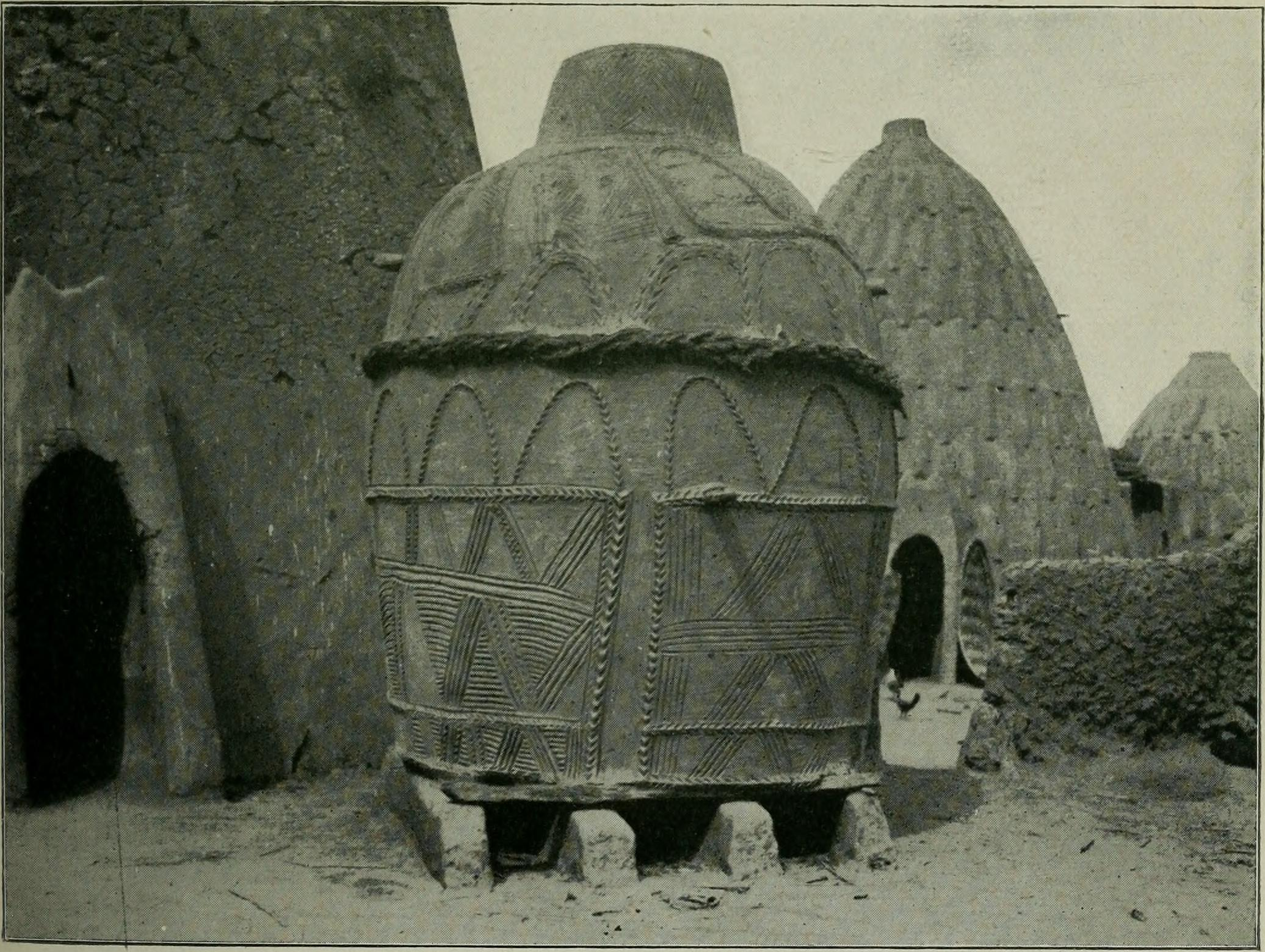
En el centro del conjunto de cabañas se encuentra la construcción también en barro para conservar la cosecha del cereal.

Debido a la forma invertida de un arco de forma de catenaria, las cúpulas son delgadas y funcionan según el principio de compresión, proporcionando rigidez a la estructura sin momentos de torsión o flexión. Los patrones geométricos en la cara exterior de las cúpulas proporcionan un punto de apoyo para los trabajadores que se paran en ellos durante la construcción y también durante el mantenimiento posterior. El diseño exterior y la gran altura de las estructuras (casi 9 m) mantiene las casas frescas en el interior en los días calurosos de verano. Una vivienda tradicional tiene 5 de estas cabañas, interconectadas por paredes, y que en el centro del círculo hay una reserva para la cosecha de mijo.
Una pequeña abertura circular en la parte superior de las cabañas también ayuda a la circulación del aire y se utiliza como escotilla de escape en caso de inundación. Esta abertura circular, de unos pocos centímetros de diámetro, también conocida como «agujero de humo», se cierra con una losa o una maceta durante las lluvias para evitar la entrada de agua en la casa. La entrada es proporcionada por una sola puerta, que es estrecha hasta el nivel de la rodilla, pero se ensancha a la altura de los hombros, y se dice que se asemeja a un ojo de la cerradura.
Los cabañas forman parte de un complejo de viviendas, graneros y un patio central encerrado en un muro compuesto de paja. Las paredes están conectadas para facilitar el acceso. Las superficies exteriores están ranuradas para que el agua de lluvia se pueda drenar fácilmente. El complejo también está protegido con cercas. Se proporciona espacio para la expansión de las unidades de vivienda por cada nueva esposa o nuera o, para adiciones familiares.
La técnica adoptada durante la construcción se llama la técnica de la cerámica de «bobina de barro». En este método, las capas de barro se colocan en espiral con cada levantamiento de unos 0,5 m. Se deja secar cada levantamiento antes de añadir el siguiente. Las paredes son más gruesas en la base, adelgazándose gradualmente hacia arriba, contribuyendo así a la estabilidad de la estructura. Las líneas de relieve se crean a medida que la construcción avanza hacia arriba en forma de "V" o con ranuras en línea recta para facilitar el drenaje rápido y fácil del agua cuando llueve.